# 미델파르트

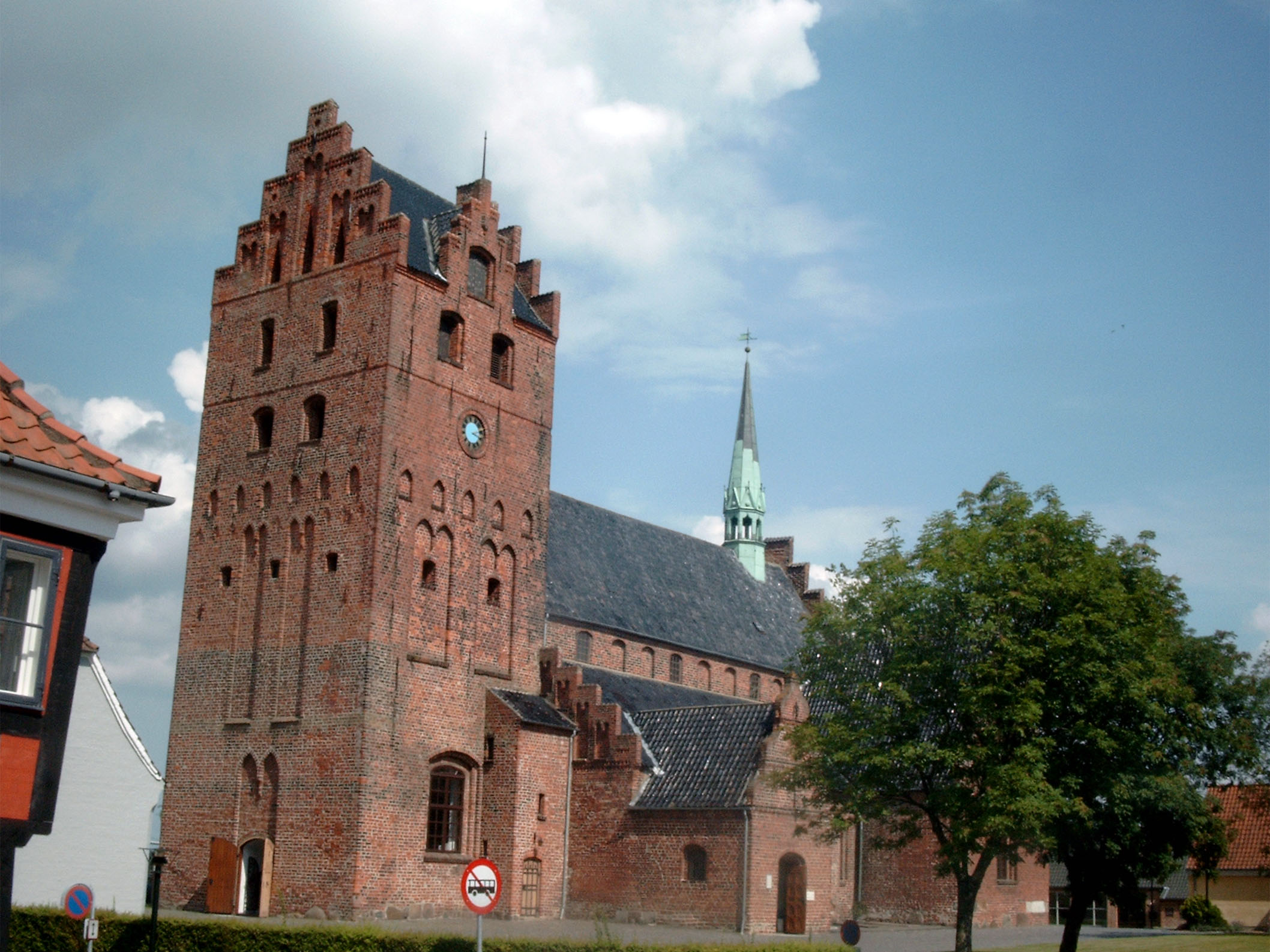
미델파르트

미델파르트(덴마크어: Middelfart)는 덴마크 남덴마크 지역에 위치한 도시로 인구는 14,815명(2014년 기준)이다. 퓐섬에 위치하며 행정 구역상으로는 미델파르트시에 속한다.

시 문장